# Hans Saupert
Hans Saupert (Germersheim, 10 januari 1897 - Braunau am Inn, 5 maart 1966) was een Duitse officier en SS-Brigadeführer (brigadegeneraal) tijdens de Tweede Wereldoorlog. Hij was ook parlementslid voor de NSDAP in de Rijksdag.

## Leven
Op 10 januari 1897 werd Hans Saupert in Germersheim geboren. Hij ging tot 1913 naar de middelbare school in Speyer, hij ging vervolgens van 1913 tot 1914 naar de Oberrealschule in Ludwigshafen am Rhein. In 1914 slaagde hij in zijn eindexamen.
In augustus 1914 meldde Saupert zich als Kriegsfreiwilliger in het Beiers leger. Hij werd bij het Königlich Bayerisches 18. Infanterie-Regiment „Prinz Ludwig Ferdinand“  (Koninklijke Beierse 10e Infanterie Regiment Prinz Ludwig) geplaatst. In 1917 wisselde Saupert van krijgsmachtonderdeel en ging naar de Luftstreitkräfte. Daar werd hij tot gevechtspiloot opgeleid, en vervolgens bij het Beierse Schlachtstaffel 23 geplaatst. Over het verdere verloop van zijn carrière tijdens de Eerste Wereldoorlog is niks bekend. Saupert werd met het IJzeren Kruis 1914, 2e Klasse en het Gewondeninsigne 1918 in zilver onderscheiden.
Na de Eerste Wereldoorlog was Saubert in mei 1919 lid van het vrijkorps. In 1921 was hij lid van de Einwohnenwehr. Saupert was al een vroege aanhanger van het nationaalsocialisme en was in 1921 ook lid van de DAP. In 1922 werd hij ook lid van de Sturmabteilung. Hij werd aan het SA Rgt Hitler toegewezen. Hij werkte als Revisor in het bankwezen. In november 1923 nam hij aan de Bierkellerputsch in München deel. Hiervoor zou hij later met het Ereteken van 9 november 1923 (Bloedorde) worden onderscheiden. Op 25 november 1925 werd Saupert lid van de Nationaalsocialistische Duitse Arbeiderspartij. In de NSDAP kreeg hij op 1 januari 1931 de functie van Reichsrevisor van de NSDAP. Van 16 mei 1933 tot 1 januari 1943 was hij stafchef van de Rijksminister van Financiën van de NSDAP. Op 12 november 1933 werd Saupert tot leider van de afdeling van Reichsrevisions  (vrije vertaling: Rijksaccountantsdienst) van de NSDAP benoemd. Op 22 november 1933 werd hij lid van de Schutzstaffel (SS) en kreeg hij de rang van een SS-Sturmbannführer (majoor) (Rangführer Zugeteilt) toegekend. Hij werd vanaf 2 november 1933 tot 1935 bij de II./1. SS-Standarte geplaatst. Op 10 januari 1934 werd hij tot SS-Obersturmbannführer bevorderd. Vanaf 1935 tot 23 januari 1936 was Saupert als Führer z. b. V. (Zur besonderen Verwendung) (voor speciaal gebruik) bij de Persönlicher Stab Reichsführer-SS geplaatst. Op 15 september 1935 werd hij tot SS-Standartenführer bevorderd. Voor de korte periode, van 23 januari 1936 tot 1937 was hij in het SS-Hauptamt geplaatst. Op 10 januari 1937 werd Saupert tot SS-Oberführer bevorderd. Vanaf 1937 tot 8 mei 1945 was hij weer als Führer in Persönlicher Stab Reichsführer-SS geplaatst. Op 20 april 1938 werd hij tot SS-Brigadeführer bevorderd.
Op 20 april 1940 werd hij tot Haupt-Befehlsleiter in de NSDAP benoemd.
Op 16 oktober 1943 werd Saupert tot Reichsbeauftrager für Rauchwaren  (vrije vertaling: Rijksgevolmachtigde voor Rookwaren) benoemd.

## Na de oorlog
Over het verdere verloop van zijn leven is niets bekend. Op 5 maart 1966 overleed hij in Braunau am Inn.

## Familie[3]
De oudste zoon van Saupert, naamgenoot Hans Friedrich Saupert die bij de divisie LSSAH in Rusland diende, sneuvelde op 25 oktober 1943.

## Carrière
Saubert bekleedde verschillende rangen in zowel de Beiers leger als Allgemeine-SS. De volgende tabel laat zien dat de bevorderingen niet synchroon liepen.
| Datum             | Beiers leger         | Allgemeine-SS          | NSDAP               |
| ----------------- | -------------------- | ---------------------- | ------------------- |
| Augustus 1914     | Kriegsfreiwilliger   | —                      | —                   |
| Oktober 1918      | Leutnant der Reserve | —                      | —                   |
| 22 november 1933  | —                    | SS-Sturmbannführer     | —                   |
| 10 januari 1934   | —                    | SS-Obersturmbannführer | —                   |
| 1 september 1934  | —                    | —                      | Hauptdienstleiter   |
| 15 september 1935 | —                    | SS-Standartenführer    | —                   |
| 30 januari 1937   | —                    | SS-Oberführer          | —                   |
| 20 april 1938     | —                    | SS-Brigadeführer       | —                   |
| 20 april 1940     | —                    | —                      | Haupt-Befehlsleiter |

## Lidmaatschapsnummers
- DAP-nr.:  (lid 1921[2])
- NSDAP-nr.: 25045[6] (lid geworden 26 november 1925[2])
- SS-nr.: 119 494[6]

## Onderscheidingen
Selectie:
- Bloedorde[7] (nr.22)[2][9] op 9 november 1923[2]
- Gouden Ereteken van de NSDAP[2] (nr.25045)[10]
- SS-Ehrenring[7]
- Ehrendegen des Reichsführers-SS[7]
- IJzeren Kruis 1914, 2e Klasse[2][7]
- Beierse Flugzeugführerabzeichen[2]
- Gewondeninsigne 1918 in zilver[2][7]
- Erekruis voor Frontstrijders in de Wereldoorlog
- Ridder der Tweede Klasse in de Orde van Militaire Verdienste met Zwaarden[2]
- Dienstonderscheiding van de NSDAP in goud op 30 januari 1942[2]

- Gemeinsame Normdatei: 130520314
- International Standard Name Identifier: 0000 0000 2585 3975
- Virtual International Authority File: 1121638